# کیونس
کیونس (به ایتالیایی: Chions) یک کومونه در ایتالیا است که در استان پوردنونه واقع شده‌است.

## خصوصیات
کیونس ۳۳٫۵ کیلومترمربع مساحت و ۴٬۸۹۶ نفر جمعیت دارد و ۱۵ متر بالاتر از سطح دریا واقع شده‌است.

## خواهرخوانده
شهرهای Luisant و Villanueva del Pardillo خواهرخوانده‌های کیونس هستند.